# Xiomara Griffith
Xiomara Yolanda Griffith Mahon (13 september 1969) is een Venezolaans voormalig judoka. Ze deed mee aan de Olympische Spelen van Barcelona (1992), Atlanta (1996) en Sydney (2000). Verder behaalde ze een zilveren en twee bronzen medailles bij de Pan-Amerikaanse Spelen.